# Stadionul Marin Anastasovici
Het Stadionul Marin Anastasovici is een voetbalstadion in Giurgiu (Roemenië), dat plaats biedt aan 8.500 toeschouwers. De bespeler van het stadion is Astra Giurgiu.

## Interlands
| № | Datum         | Wedstrijd           | Uitslag | Competitie        | Toeschouwers |
| - | ------------- | ------------------- | ------- | ----------------- | ------------ |
| 1 | 23 maart 2016 | Roemenië – Litouwen | 1 – 0   | Vriendschappelijk | 3.000        |

Bijgewerkt op 16 februari 2017